# بيتر دونيلي (لاعب كرة قدم)
بيتر دونيلي (بالإنجليزية: Peter Donnelly)‏ هو لاعب كرة قدم بريطاني في مركز الوسط، ولد في 11 مايو 1965 في تشستر في المملكة المتحدة. لعب مع نادي تشستر سيتي.